# Liez (Aisne)
Liez – miejscowość i gmina we Francji, w regionie Hauts-de-France, w departamencie Aisne.
Według danych na styczeń 2014 roku gminę zamieszkiwały 433 osoby, a gęstość zaludnienia wynosiła 79,2 osób/km².